# Herrensee (Litschau)
Der Herrensee, ursprünglich Herrenteich genannt, ist ein Gewässer auf 530 m ü. A. in der Stadtgemeinde Litschau im nördlichen Waldviertel im österreichischen Bundesland Niederösterreich. Das Gewässer wurde durch Aufstauung des Reißbaches für die im nördlichen Waldviertel verbreitete Teichwirtschaft angelegt. Es ist 1600 Meter lang und umfasst eine Fläche von ca. 24 Hektar. Er ist auch bei Anglern wegen seines Reichtums an „Edelfischen“ sehr beliebt. Der jährliche Besatz beträgt zwischen 5000 und 6000 kg. Vorwiegend handelt es sich um Karpfen, Weißfisch, (vor allem Brachsen und Aitel), Hechte, Zander, Schleien und Welse. Die letzte Abfischung erfolgte (wegen Erneuerung der Wehrschützen) im Jahr 1975.
Der Herrensee ist von einem 4,5 km langen markierten Rundweg, nur für Fußgänger, Wanderer (bis 2018 auch für Radfahrer), der auch im Winter gut begeh- und befahrbar ist, umgeben. Dieser Rundweg ist auch kinderwagen- und bedingt rollstuhltauglich. Am östlichen Seeufer verläuft der Eisenwurzen-Weitwanderweg. Schautafeln informieren über die Flora und Fauna des Waldviertels. Ein Strandbad sowie eine Bootsvermietung (Elektro-, Tret- und Ruderboote) ergänzen das Freizeitangebot.

## Geschichte
Frühe Neuzeit (16.–18. Jh.)
Die Anlage des Herrensees (damals Herrenteich bzw. Mühlteich genannt) geht zurück auf das 16. Jahrhundert, und zwar auf die Zeit der Grundherren Kraiger von Kraigk zu Landstein und Neubistritz (von 1541 bis 1572). Den Anfang bildete dabei ein Bauvorhaben unmittelbar am Fuße des Litschauer Burgbergs, nämlich die Anlage eines Teiches entlang der Senke des von Norden gegen die Stadt zulaufenden Kastenitzerbaches (Koštěnický průtok). Dabei sollte der Teich zum einen ausreichend Wasserkraft zum Betrieb einer großen, mehrgängigen Hofmühle bieten – offenbar im Bereich der im Urbar von 1369 erwähnten Mühle bei der Burg – und zum anderen gleichzeitig der Fischzucht (vorrangig Karpfen) dienen. Dies war bei weitem nicht das erste diesbezügliche Projekt der Grundherren gewesen, hatten doch die Kraiger, die zu jenem Zeitpunkt neben Litschau auch mehrere südböhmische Herrschaften innehatten, in Chlumetz/Chlum u Třeboně in den 1540er-Jahren ein weit aufwendigeres und größeres Teichsystem anlegen lassen. Überliefert ist die Anlage des Litschauer Teiches durch böhmische Teichgräber; ob die Planung möglicherweise auf den für die Kraiger arbeitenden Teich-Architekten Mikulaš Rutard von Malešov zurückgeht, ist nicht gesichert, aber denkbar. Neben dem Litschauer Teich, der in den folgenden Jahrhunderten – hinweisend auf den Zweck seiner Errichtung – in den Quellen Mühlteich und erst in späterer Zeit Herrenteich genannt wurde, ließen die Kraiger auch noch vier weitere Teiche auf dem Gebiet der Herrschaft Litschau anlegen.
Am Abfluss des Herrenteiches errichteten die Grundherren Kraiger eine große Hofmühle, welche in einem herrschaftlichen Grundbuch des 16. Jahrhunderts als eine mul mit fünf gängen und ain sag beschrieben, wo mel, grieß und dergleichen für den Eigenbedarf der Herrschaft erzeugt wurden. Große Gewinne konnte die Herrschaft damals aus der Mühle allerdings nicht ziehen, da in den Dörfern eine vielfältige Untertanen-Mühlenlandschaft existierte (sonst ist der gnieß darvon nit groß, weil der orten vil mulen sein). Dennoch verwies die große Hofmühle – 1576 und 1627 im Rahmen von Herrschaftsschätzungen erwähnt – mit ihren fünf bzw. (1751 ausdrücklich erwähnten) sechs Gängen auf die von Anfang an geplante Nutzung verschiedener Aggregate und war nur zum kleineren Teil Getreidemühle. Da in der Frühen Neuzeit hinsichtlich der Mühlentechnik das mehrstufige Triebwerk noch unbekannt war, musste jeder Gang von einem eigenen Wasserrad angetrieben werden. Die verschiedenen zum Einsatz kommenden Aggregate standen wiederum in Verbindung mit weiteren gewerblichen Produktionssparten der Herrschaft, etwa die 1627 und 1751 ausdrücklich erwähnte(n) Brettersäge(n), welche auf die Holzproduktion bzw. den Holzverkauf der Herrschaft verwies(en). Als die Kraiger in den frühen 1570er-Jahren im nur einen Steinwurf entlegenen Burg-Meierhof ein Brauhaus errichteten, wurde ein Gang speziell zum Antrieb einer Schrotmühle gewidmet, in welcher das Brechen des Malzes für das Brauhaus besorgt wurde. Die Nutzung der anderen Gänge ist erst aus späterer Zeit bekannt; so nennt Schweickhardt im Jahr 1839 – neben Säge und Malzschrote – zusätzlich eine Loh- und eine Ölstampfe.

In den 1730er- und 1740er-Jahren wurde – laut Sterbematriken – die Hofmühle in Litschau von den Müllern Schleritzko betrieben.

## Wanderwege

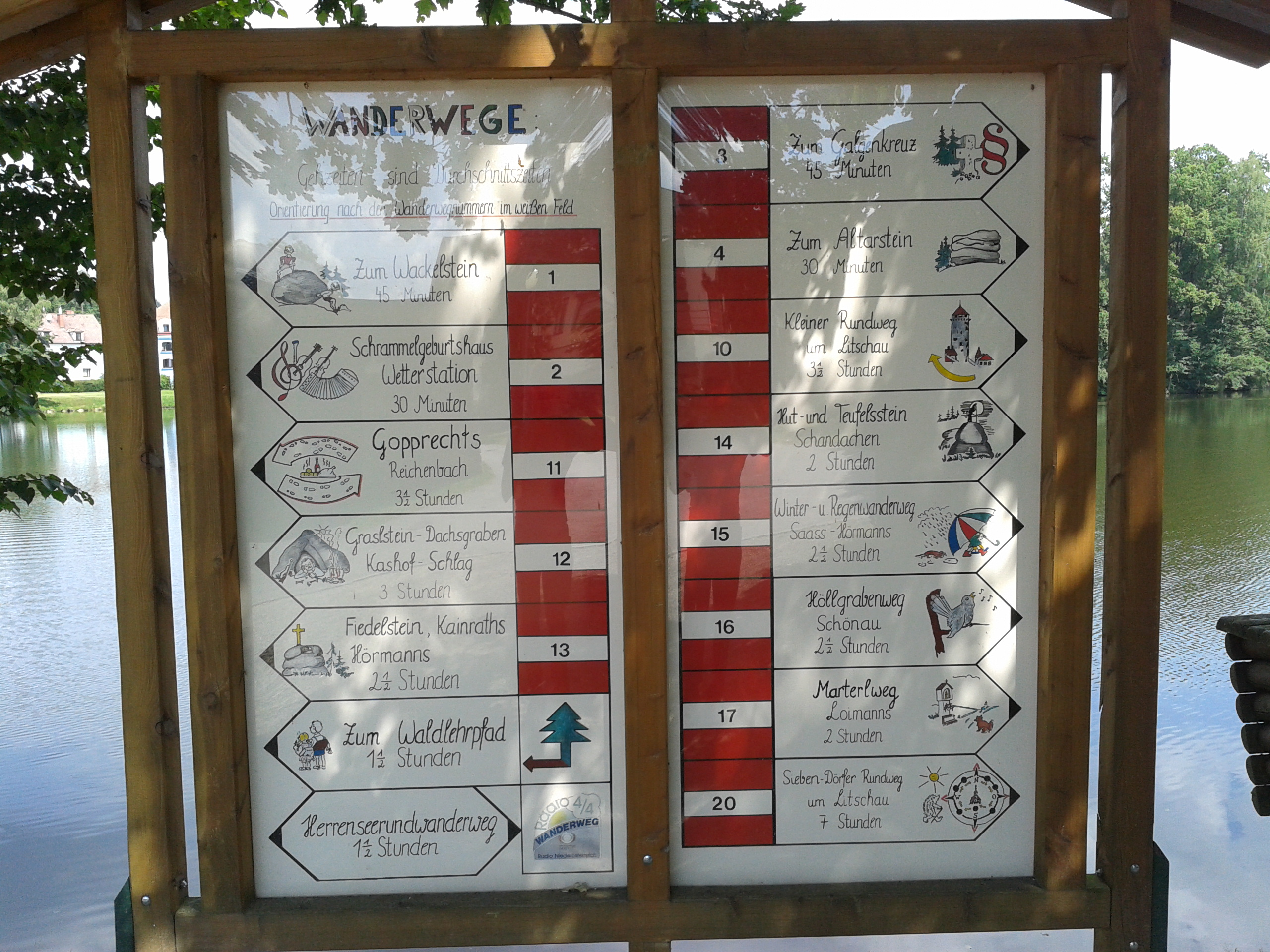
Tafel am Herrensee mit Übersicht der Wanderwege

Der Herrensee ist der Ausgangspunkt zahlreicher beschilderter Wanderwege. Darunter gibt es auch einen Rundwanderweg um den See.